# Судзуки, Дамо
Дамо Судзуки (англ. Damo Suzuki, яп. ダモ鈴木 настоящее имя: Кэндзи Судзуки, яп. 鈴木健二; 16 января 1950, Япония — 9 февраля 2024) — японский певец и музыкант. Бывший вокалист немецкой группы Can.

## Биография
В конце 1960-х годов подросток Судзуки скитался по Европе, выступая как уличный музыкант. Тогда вокалист Малькольм Муни покинул немецкую группу Can (после записи первого альбома), и в коллективе освободилось место вокалиста. Участники Can Хольгер Шукай и Яки Либецайт случайно встретили Дамо Судзуки, когда сидели в кафе в Мюнхене, а Дамо пел тут же на улице. Он сразу был приглашён в группу, и, приняв приглашение, в этот же вечер выступил как вокалист на концерте Can.
Дамо Судзуки участвовал в Can с 1970 по 1973 год, и был вокалистом в ряде высокооцениваемых критиками и поклонниками альбомов, таких как «Tago Mago» и «Ege Bamyasi». Он пел в свободной форме, тексты были часто импровизированными и не полностью на каком-то одном языке. Всё это сопровождалось психоделическим краут-роком Can. Другие участники группы были гораздо старше Дамо, и между некоторыми музыкантами и им не существовало большого взаимопонимания. Исключением являлся сравнительно молодой гитарист Михаэль Кароли, который позже участвовал в проекте Дамо «Damo Suzuki’s Network».
После выхода альбома «Future Days» Судзуки ушёл из Can и на 10 лет из музыки вообще, став свидетелем Иеговы и женившись на немке (также из свидетелей Иеговы).
В 1983 году Дамо Судзуки возобновил свою творческую деятельность. В середине 1980-х записал несколько альбомов с группой Dunkelziffer. До своей смерти он жил в Германии и возглавлял проект «Damo Suzuki’s Network». В рамках этого проекта он выступал по всему миру живьём с различными музыкантами, зачастую местными (т. н. «Sound Carriers» — «Проводники звука»), импровизируя под их музыку, схоже с тем, как он пел в Can. Среди музыкантов, игравших с «Damo Suzuki’s Network»: Михаэль Кароли и Яки Либецайт из Can, Мани Ноймайер из Guru Guru, Эдуар Перро из Shub-Niggurath, бостонская пост-рок-группа Cul De Sac, Acid Mothers Temple, музыканты группы АукцЫон, Сергей Летов, Михаил Огородов и многие другие.
Дамо Судзуки скончался 9 февраля 2024 года после многолетней борьбы с раком кишечника.

## Прочие факты
- В альбоме This Nation's Saving Grace (1985) группы The Fall есть песня «I Am Damo Suzuki» («Я Дамо Судзуки»), посвящённая Дамо.[8]
- Существует рок-группа The Mooney Suzuki, названная по фамилиям вокалистов Can — Дамо Судзуки и Малькольма Муни.[9]

## Дискография
Дамо Судзуки участвовал в записи следующих альбомов:
- Can Soundtracks 1970
- Can Tago Mago 1971
- Can Ege Bamyasi 1972
- Can Future Days 1973
- Can Unlimited Edition 1976 (сборник)
- Dunkelziffer In The Night 1984
- Dunkelziffer III 1986
- Dunkelziffer Live 1985 1997
- Damo Suzuki’s Network Tokyo On Air West 30.04.97 1997
- Damo Suzuki’s Network Tokyo On Air West 02.05.97 1997
- Damo Suzuki’s Network Osaka Muse Hall 04.05.97 1997
- Damo Suzuki Band V.E.R.N.I.S.S.A.G.E. 1998
- Damo Suzuki Band P.R.O.M.I.S.E. (7CD Box) 1998
- Damo Suzuki’s Network Seattle 1999
- Damo Suzuki’s Network Odyssey 2000
- Damo Suzuki’s Network JPN ULTD Vol.1 2000
- Damo Suzuki’s Network Metaphysical Transfer 2001
- Damo Suzuki’s Network JPN ULTD Vol.2 2002
- Damo Suzuki’s Network Hollyaris 2005 (2CD)
- Damo Suzuki и Now The London Evening News 2006 (CD)
- The Omar Rodriguez-Lopez Quintet Please Heat This Eventually 2007